# 9,3×64mm Brenneke

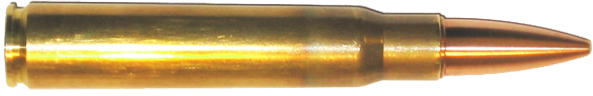
Um 9,3×64mm Brenneke.

O 9,3×64mm Brenneke (designado como 9,3 x 64 Brenneke pelo C.I.P.) é um cartucho de fogo central para rifles, em formato de "garrafa" sem aro projetado em 1927 pelo fabricante alemão de armas Wilhelm Brenneke. É adequado para caça de animais médios a grandes na África, Europa e América do Norte.
O 9,3×64mm Brenneke foi projetado como um cartucho de grande porte de calibre médio para rifles por ação de ferrolho Mauser 98 de tamanho padrão.